# Maderna Cycle Systems
MCS Maderna Cycle Systems ist Marke eines 1996 von Paris Maderna gegründeten Designbüros für die Entwicklung und Herstellung pedalgetriebener Fahrzeuge in Wien.
Gründer ist der Designkünstler Paris Maderna, einer der Pioniere der Europäischen Falt-, Liegerad- und Cargobike-Bewegung der 1990er Jahre, Absolvent der Meisterklasse Paolo Piva an der Universität für angewandte Kunst in Wien, Sohn der Installationskünstlerin Marianne Maderna und des Lampen- und Lichtdesigners Alfons Maderna.

## Geschichte
MCS wurde 1996 als Projektmarke innerhalb der Paris Maderna KG in der Wiener Josefstadt gegründet, folglich ins Künstlerviertel Grundsteingasse nach Wien-Ottakring verlegt. Von Anbeginn mit Fragen der modernen urbanen Transportlogistik („Letzte Meile“) befasst, dient sie der Suche und Entwicklung von Konzepten neuartiger Fahrzeuge im Transportation-Design-Bereich, vorwiegend von Fahrrädern, dem Entwurf und Bau von Prototypen sowie deren Hinführung zur Serienreife.
Als Erstprojekt entstand 1996 Maderna City Scooter MCS 16″, ein mit wenigen Handgriffen zu faltendes Klapprad, ein Hybrid aus Roller und Fahrrad ohne Sattel zwecks mobiler Ergänzung zum öffentlichen Nahverkehr, um die Wege zwischen den Hauptlinien der öffentlichen Verkehrsmittel und dem Arbeitsplatz bzw. Wohnort möglichst rasch zu überwinden.

## Kunstprojekte
- Ferdinand GT3 RS ist ein Tandem-Liegerad mit Porsche-Karosserie des Linzer Künstlers Hannes Langeder gemeinsam mit Paris Maderna und MCS entwickelt.[13][14] Ausgestellt war es u. a. 2010 im Lentos Kunstmuseum Linz[15] und 2011 im Wiener Künstlerhaus[16]. Weiters ein Auftritt im Rahmen der BBC-Serie „Top Gear“, Season 15, Episode 5.[17]
- Fahrradi Farfalla FFX ist das zweite Konzeptmodell des Linzer Künstlers Hannes Langeder gemeinsam mit Paris Maderna und MCS[13][14] auf der Suche nach Velokunst in einer Sub- und Gegenkultur.[18]

## Modelle
Falträder
- MCS 16″[3]
- MCS II across the city[19]
- MCS III 2010[2]
- MCS IV ist eine Leichtbauversion des MCS III[20]

Liegeräder
MCS-Liegeräder sind Design-Experimente im Bereich der Aerodynamik und Sitzhaltung.
- MCS TranSport entstand 1997 auf Basis einer Harley-Davidson-Rahmenkonstruktion.[21][5]
- MCS Cruiser ist eine Weiterentwicklung des MCS TranSport.[22]
- MCS Roadstar – BUG-E ist ein 2009[2] entworfenes, auf der Technik eines Fahrrades und dem Konzept eines Cabriolets basierendes Liegerad mit zusätzlicher Elektromotor-Unterstützung.[23]

Lastenfahrräder
- MCS TRUCK 26 entstand 2004[24] auf Anfrage einer Tansanianischen Kaffee- und Kakao-Kooperative mit tiefliegender Ladefläche um auf sandigen, durchfurchten Fußwegen vier Säcke Roh-Kaffee mit einem Gesamtgewicht von 270 kg vom Hochland zur nächsten Sammelstation zu bringen.[25]
- Für den Einsatz auf Europäischen Straßen wurde 2014 das Modell MCS TRUCK 20 aus dem Modell TRUCK 26 als Longtail-Bike[26] entwickelt. U. a. durch die Zusammenarbeit mit dem Carobike-Promoter Heavy Pedals[27] wurden diese Wiener Lastenräder[28] allgemein bekannt.[29]
- Das 2-spurige Lastenfahrrad MCS TRACTOR ist ein 2017 entwickelter Cargoquad[24] und wurde für den gewerblichen Einsatz geschaffen, speziell für Lieferdienste und Handwerker. Es kann aufgrund seiner Maße auf Fahrradwegen benutzt werden, die Ladefläche entspricht der Größe einer genormten Europalette.[30]